# Jørn Lund (professor)
 Der er flere personer med dette navn, se Jørn Lund.
Jørn Fabrin Lund (født 30. januar 1946 i Viborg, opvokset i Grenaa) er professor i dansk sprog, aktiv sprogforsker og tidligere chefredaktør og koncerndirektør.

## Karriere
I 1968 blev Jørn Lund ansat på Københavns Universitet, fra 1975 i stilling som lektor. I 1980-1991 var han professor på Danmarks Lærerhøjskole. Herefter blev han i 1991 chefredaktør for Den Store Danske Encyklopædi indtil 2001, og han var 1995-2002 tillige medlem af direktionen for forlaget Gyldendal. Derefter var han i 2002-2011 direktør for Det Danske Sprog- og Litteraturselskab. I 2013-2017 var han formand for Dansk Sprognævn, som han havde været personligt medlem af siden 1980.
I 2011 udkom et festskrift ved navn Ordmagneten for Jørn Lund i anledning af hans 65 års fødselsdag.

## Bestyrelser, råd og nævn
Jørn Lund har siddet i talrige bestyrelser, råd og nævn, bl.a.:
- Københavns Universitets bestyrelse (2005-2011),[2] Aurehøj Gymnasiums bestyrelse og Det Kgl. Vajsenhus' kuratel.
- Rungstedlundfondens bestyrelse (formand fra 2014)[2]
- formand for Fondet for dansk-islandsk Samarbejde[4]
- dansk medlem af Ekspertgruppen Nordens Sprogråd (ENS)[5]
- Dansk-Norsk Fond (formand 1989-1999)[2]
- Trap Danmarks Faglige Råd (formand fra 2014)[2]
- Danmarks Evalueringsinstitut (formand 1999-2005)[2]

Jørn Lund blev 1989 medlem af Det Danske Akademi, som han var sekretær for 1993-2007. Han var fra 1980 medlem af Dansk Sprognævn, som han i 2013 blev formand for.

## Værker
Jørn Lunds hovedværker er Dansk Rigsmål I-II 1975 og Den Store Danske Udtaleordbog 1990 (begge sammen med Lars Brink). Lettere tilgængelige udgivelser om dansk og nordiske sprog er Sproglig Status 2001, Dansk i nullerne 2011 og "Dansk i skred – 52 sproglige opstrammere" 2014.
Den sidstnævnte med udgivelse af artikler om sprog oprindeligt udkommet i Politiken.
Han har i fagbladet Folkeskolen skrevet under pseudonymet professor Higgins.[kilde mangler]

## Arbejde for ministerierne
I 2003 blev Jørn Lund formand for Kulturministeriets udvalg for sprogpolitik. Rapporten Sprog på spil udkom i 2003 og var grundlag for, at ministeriet udarbejdede en sprogpolitisk redegørelse. Kulturministeren udpegede ham i april 2007 som formand for et sprogudvalg, der skulle tage temperaturen på det danske sprog og vurdere, om der er behov for en sproglov og komme med konkrete forslag til en yderligere styrket indsats for det danske sprog. Udvalget udsendte rapporten Sprog til tiden i 2008 med en række anbefalinger til en dansk sprogpolitik.
Jørn Lund blev formand for Undervisningsministeriets Kanonudvalg i 2004, og i 2005-2006 formand for Kulturministeriet kanon-udvalg, hvis syv udvalg fra forskellige fagområder fremlagde arbejdsresultatet 24. januar 2006. 
Jørn Lund skriver hver mandag dagbladet Politikens mest læste klumme.
I 2016 var han medlem af udvalget, der udpegede 20 værdier, der skulle til afstemning med henblik på at indgå i Danmarkskanonen.

## Priser
Jørn Lund har modtaget en række priser og hæder, bl.a.:
- Ridder af Dannebrog 1997.[1]
- Paul Hammerich-prisen 1998 (sammen med sine kolleger på Den Store Danske Encyklopædi).
- Foreningen Nordens Hæderspris 2007.[10]
- Modersmål-Selskabets pris 2009. [11][2]
- Holberg-medaljen 2009.
- Danske Banks Hæderspris 2011 for sin helt særlige indsats for det danske sprog.[2]
- KulturBornholms champagnepris 2012 for sit sprudlende dansk.
- Den Berlingske Fonds Hæderspris 2015.[2]